# Фридрих фон Грайфенклау-Епелборн
Фридрих фон Грайфенклау-Фолрадс-Епелборн (на немски: Friedrich von Greiffenclau-Volrads zu Eppelborn; † ок. 1419) от стария благороднически род Грайфенклау-Фолрадс в Рейнгау в днешен Хесен, е господар на Фолрадс и чрез женитба господар на Ипелбрун/Епелборн в Саарланд.

## Произход и наследство
Той е син на рицар Фридрих фон Грайфенклау, господар на Фолрадес († сл. 1368/сл. 1378) и съпругата му Изенгард фон Монфор († 1362), дъщеря на Херман фон дер Портен цу Монфор и съпругата му Алверадис. Внук е на Фридрих фон Грайфенклау, господар на Фолрадес († 21 април 1351) и Катарина фон Щайн-Каленфелс († сл. 1339). Правнук е на Конрад цум Фолрадс († пр. 1306) и съпругата му фон Винкел, дъщеря на Фридрикус диктус Грифенклау († пр. 1297) и Кунегундис Юде († сл. 1297). Баща му се жени втори път пр. 1271 г. за Мехтилд Кемерер фон Валдек († сл. 1366). Брат е на Йохан († сл. 1403), Волффганг († сл. 1403), Мартин († сл. 1408) и Катарина Грайфенклау фон Фолрадс, омъжена за фон Гунтхайм.
Резиденцията на фамилията от началото на 14 век е дворец Фолрад. Фридрих наследява от съпругата си Ирмгард фон Ипелбрун собственостите в Рейнгау и на Саар и става господар на Епелборн.

## Фамилия
Фридрих фон Грайфенклау се жени 1390 г. за Ирмгард фон Ипелбрун († 31 декември 1425), дъщеря наследничка на Фридрих фон Ипелбрун († 1425) и Аделхайд фон Бопард († 31 декември 1425). Те имат 10 деца:
- Фридрих фон Грайфенклау (* 8 март 1401; † 1459/1462), рицар, господар на Фолрадс, като вдовец францисканец, женен 1418 г. за Алайд фон Лангенау († ок. 1453)
- Хайнрих Грайфенклау фон Фолрадс († 6 май 1462), катедрален декан в Майнц и Трир, отказва се 1456 г. от службите си и става монах в Бригитен-манастир Мариенфорст при Бон
- Изенгарт Грайфенклау фон Фолрадс († 2 декември 1469), абатиса в манастир „Мариенберг“ в Бопард, зачитана като светица
- Елизабет/Лиза, омъжена за амтман Фридрих фон Льовенщайн цу Рандек († 8 май 1450), амтман в Курфюрство Майнц
- Ханс Грайфенклау фон Фолрадс († 1462), женен I. за Агнес (Анна) фон Флерсхайм, II. (1456) за Клара фон Хелмщат, бездетен
- Еберхард Грайфенклау фон Фолрадс († 16 октомври 1489)
- Емерих Грайфенклау фон Фолрадс († сл. 1453)
- Йохан Грайфенклау фон Фолрадс (* ок. 1400; † 1463/пр. 10 април 1464)
- ? Зифрид Грайфенклау фон Фолрадс († сл. 1449)
- ? Филип Грайфенклау фон Фолрадс († пр. 29 октомври 1472)